# Briga Novarese
Briga Novarese är en ort och kommun i provinsen Novara i regionen Piemonte i Italien. Kommunen hade 2 834 invånare (2018).